# 마쓰다이라 노부나리
마쓰다이라 노부나리(일본어: 松平信孝, 1655년 ~ 1690년 11월 17일)는 스루가 오지마 번의 초대 번주이며, 에도 막부의 와카도시요리이다. 오지마 번 다키와키 마쓰다이라 가의 초대이기도 하다.

## 생애
1655년(메이레키 원년), 단바 사사야마 번의 제2대 번주인 마쓰다이라 스케노부의 장남(서장자)로 태어났다.
1671년(간분 11년), 슨푸 성의 성주대리였던 마쓰다이라 시게노부(松平重信)의 양자가 되어, 1673년(엔포 원년) 시게노부가 죽자 가독을 이었다.
그 후, 고쇼구미 반토·오소바슈·쇼인반토·와카도시요리로 지위가 높아지고, 가증도 받아 1689년(겐로쿠 2년)에는 합계 1만 석의 다이묘가 되어 제후의 반열에 올라, 오지마 번의 번주가 되었다. 그러나 1690년 11월 17일(겐로쿠 3년 10월 17일)에 죽었다. 향년 36세.
뒤는 양자인 마쓰다이라 노부하루가 이었다.

## 인물
노부나리는 유능한 인물로, 사서에서도 "영내에 선정을 배풀며, 영민을 배려하고, 또한 문무에도 뛰어난 명군이었다. 그러나 젊어서 병사했던 것이 애석하다"고 평가되었다.
| 전임 마쓰다이라 시게노부 | 제8대 다키와키 마쓰다이라 가문 당주 1673년 ~ 1690년 | 후임 마쓰다이라 노부하루 |

|  | 제1대 오지마 번 번주 (다키와키 마쓰다이라 가) 1689년 ~ 1690년 | 후임 마쓰다이라 노부하루 |